# Александар од Југославије (филм)
Александар од Југославије је српски историјско-драмски филм из 2021. године по сценарију и у режији Здравка Шотре. Филм представља адаптацију истоименог романа Вука Драшковића.
Премијера филма је одржана на 46. Филмским сусретима у Нишу 2021. године, а затим 1. децембра на каналу Нова С.

## Радња
Радња филма  обухвата период од уласка краља Александра у ослобођени Београд по завршетку Првог светског рата, па све до атентата на њега у Марсељу.

## Улоге
| Глумац             | Улога                                |
| ------------------ | ------------------------------------ |
| Љубомир Булајић    | краљ Александар I Карађорђевић       |
| Тамара Алексић     | краљица Марија Карађорђевић          |
| Петар Стругар      | Лука Месечина, краљев новинар        |
| Нада Мацанковић    | Валентина Жолгер                     |
| Ненад Маричић      | генерал Душан Трифуновић             |
| Миодраг Крстовић   | генерал Јеврем Дамјановић            |
| Ирфан Менсур       | Јован Цвијић                         |
| Жарко Лаушевић     | Никола I Петровић Његош              |
| Весна Чипчић       | Милена Петровић Његош                |
| Бранислав Лечић    | Никола Пашић                         |
| Светозар Цветковић | Слободан Јовановић                   |
| Даница Максимовић  | румунска краљица Марија од Единбурга |